# Rallye Dakar 2020
Navigation
Édition précédente Édition suivante
Le Rallye Dakar 2020 est la 42e édition du Rallye Dakar. Il se déroule du 5 au 17 janvier 2020 en Arabie saoudite. Après onze ans en Amérique du Sud, l'événement se déroule pour la première fois au Moyen-Orient. Le contrat pour accueillir l'événement en Arabie saoudite a été signé pour les cinq années suivantes.

## Faits marquants
- Première édition du Rallye Dakar à se disputer en Arabie saoudite.
- Le double champion du monde espagnol de Formule 1 et double vainqueur du Mans, Fernando Alonso, participe à son premier Dakar. Son copilote en catégorie autos est son compatriote Marc Coma, cinq fois vainqueur en moto[2].
- L'aventurier helvético-sud africain Mike Horn participe à ce Dakar en tant que copilote du Français Cyril Despres en catégorie SSV[3].
- Décès du pilote moto portugais Paulo Gonçalves lors de la 7e étape au km 276, victime d'une chute. Le pilote était inconscient et en arrêt cardio-respiratoire à l’arrivée de l’équipe médicale missionnée sur place. Après une tentative de réanimation, il a été héliporté vers un hôpital, où son décès a été constaté. Le motard disputait son treizième Dakar, et avait fini deuxième en 2015. Il est le 25e concurrent (dont le 20e motard) à perdre la vie sur l'épreuve du Dakar[4].
- Décès également du pilote néerlandais Edwin Straver, intervenu le 24 janvier, alors que le concurrent avait chuté le 16 janvier et s'était fracturé la colonne vertébrale[5].
- Le duo Cyril Despres-Mike Horn abandonne avant le départ de la 8e étape en sacrifiant leur moteur pour laisser continuer Mitch Guthrie. Mike Horn déclare à ce titre : « Nous avons décidé de donner notre moteur. C’est l’histoire et l’esprit même du Dakar : être capable de s’aider et de se soutenir, et de vivre une aventure tous ensemble »[6].

## Parcours

### Tracé
Dix villes accueillent cette édition du rallye : Djeddah, Al Wajh, Neom, Al-'Ula, Ḥā'il, Riyad, Wadi ad-Dawasir, Harad, Shubaytah, Qiddiya. Cinq des douze spéciales font plus de 450 km.

### Étapes
| Date                                        | Étape    | Départ          | Arrivée         | Spéciale | Total  |
| ------------------------------------------- | -------- | --------------- | --------------- | -------- | ------ |
| 5 janvier 2020                              | Étape 1  | Djeddah         | Al Wajh         | 319 km   | 752 km |
| 6 janvier 2020                              | Étape 2  | Al Wajh         | Neom            | 367 km   | 393 km |
| 7 janvier 2020                              | Étape 3  | Neom            | Neom            | 427 km   | 504 km |
| 8 janvier 2020                              | Étape 4  | Neom            | Al-'Ula         | 453 km   | 672 km |
| 9 janvier 2020                              | Étape 5  | Al-'Ula         | Ḥā'il           | 353 km   | 564 km |
| 10 janvier 2020                             | Étape 6  | Ḥā'il           | Riyad           | 477 km   | 830 km |
| Journée de repos à Riyad le 11 janvier 2020 |          |                 |                 |          |        |
| 12 janvier 2020                             | Étape 7  | Riyad           | Wadi ad-Dawasir | 546 km   | 741 km |
| 13 janvier 2020                             | Étape 8  | Wadi ad-Dawasir | Wadi ad-Dawasir | 477 km   | 716 km |
| 14 janvier 2020                             | Étape 9  | Wadi ad-Dawasir | Harad           | 410 km   | 886 km |
| 15 janvier 2020                             | Étape 10 | Harad           | Shubaytah       | 534 km   | 608 km |
| 16 janvier 2020                             | Étape 11 | Shubaytah       | Harad           | 379 km   | 744 km |
| 17 janvier 2020                             | Étape 12 | Harad           | Qiddiya         | 374 km   | 447 km |

## Participants

### Nombre de participants
| Motos | Autos | Quads | SSV | Camions | Total |
| ----- | ----- | ----- | --- | ------- | ----- |
| 144   | 83    | 23    | 46  | 46      | 342   |

## Vainqueurs d'étapes
| Étape                    | Étape                             | Moto                                                                     | Quad                                                                     | Auto                               | SSV                                                 | Camion                                              |
| ------------------------ | --------------------------------- | ------------------------------------------------------------------------ | ------------------------------------------------------------------------ | ---------------------------------- | --------------------------------------------------- | --------------------------------------------------- |
| 1                        | Djeddah - Al Wajh                 | Toby Price                                                               | Ignacio Casale                                                           | Vaidotas Žala Saulius Jurgelenas   | Aron Domżała Maciej Marton                          | Anton Shibalov Dmitrii NIkitin Ivan Tatarinov       |
| 2                        | Al Wajh - Neom                    | Ross Branch                                                              | Ignacio Casale                                                           | Giniel de Villiers Álex Haro Bravo | Francisco López Contardo Juan Pablo Latrach Vinagre | Siarhei Viazovich Pavel Haranin Anton Zaproshchanka |
| 3                        | Neom - Neom                       | Ricky Brabec                                                             | Giovanni Enrico                                                          | Carlos Sainz Lucas Cruz            | Gerard Farrés Armand Monleón                        | Andrey Karginov Andrey Mokeev Igor Leonov           |
| 4                        | Neom - Al-ʿUla                    | José Ignacio Cornejo                                                     | Ignacio Casale                                                           | Stéphane Peterhansel Paulo Fiúza   | Mitch Guthrie Ola Fløene                            | Anton Shibalov Dmitrii NIkitin Ivan Tatarinov       |
| 5                        | Al-ʿUla - Ḥā'il                   | Toby Price                                                               | Romain Dutu                                                              | Carlos Sainz Lucas Cruz            | Cyril Despres Michael Horn                          | Dmitry Sotnikov Ruslan Akhmadeev Ilgiz Akhmetzianov |
| 6                        | Ḥā'il - Riyad                     | Ricky Brabec                                                             | Simon Vitse                                                              | Stéphane Peterhansel Paulo Fiúza   | Gerard Farrés Armand Monleón                        | Andrey Karginov Andrey Mokeev Igor Leonov           |
| Journée de repos à Riyad |                                   |                                                                          |                                                                          |                                    |                                                     |                                                     |
| 7                        | Riyad - Wadi ad-Dawasir           | Kevin Benavides                                                          | Simon Vitse                                                              | Carlos Sainz Lucas Cruz            | Blade Hildebrand François Cazalet                   | Andrey Karginov Andrey Mokeev Igor Leonov           |
| 8                        | Wadi ad-Dawasir - Wadi ad-Dawasir | Étape annulée à la suite du décès de Paulo Gonçalves lors de la 7° étape | Étape annulée à la suite du décès de Paulo Gonçalves lors de la 7° étape | Mathieu Serradori Fabian Lurquin   | Mitch Guthrie Ola Fløene                            | Andrey Karginov Andrey Mokeev Igor Leonov           |
| 9                        | Wadi ad-Dawasir - Haradh          | Pablo Quintanilla                                                        | Ignacio Casale                                                           | Stéphane Peterhansel Paulo Fiúza   | Blade Hildebrand François Cazalet                   | Andrey Karginov Andrey Mokeev Igor Leonov           |
| 10                       | Haradh - Shubaytah                | Joan Barreda Bort                                                        | Kamil Wiśniewski                                                         | Carlos Sainz Lucas Cruz            | Mitch Guthrie Ola Fløene                            | Anton Shibalov Dmitrii NIkitin Ivan Tatarinov       |
| 11                       | Shubaytah - Haradh                | Pablo Quintanilla                                                        | Rafał Sonik                                                              | Stéphane Peterhansel Paulo Fiúza   | Francisco López Contardo Juan Pablo Latrach Vinagre | Andrey Karginov Andrey Mokeev Igor Leonov           |
| 12                       | Haradh - Qiddiya                  | José Ignacio Cornejo                                                     | Arkadiusz Lindner                                                        | Nasser al-Attiyah Matthieu Baumel  | Reinaldo Varela Gustavo Gugelmin                    | Andrey Karginov Andrey Mokeev Igor Leonov           |

## Leaders du classement général après chaque étape
| Étape | Étape                             | Moto           | Quad           | Auto                             | SSV                                                 | Camion                                              |
| ----- | --------------------------------- | -------------- | -------------- | -------------------------------- | --------------------------------------------------- | --------------------------------------------------- |
| 1     | Djeddah - Al Wajh                 | Toby Price     | Ignacio Casale | Vaidotas Žala Saulius Jurgelenas | Aron Domżała Maciej Marton                          | Anton Shibalov Dmitrii Nikitin Ivan Tatarinov       |
| 2     | Al Wajh - Neom                    | Sam Sunderland | Ignacio Casale | Orlando Terranova Bernardo Graue | Francisco López Contardo Juan Pablo Latrach Vinagre | Siarhei Viazovich Pavel Haranin Anton Zaproshchanka |
| 3     | Neom - Neom                       | Ricky Brabec   | Ignacio Casale | Carlos Sainz Lucas Cruz          | Casey Currie Sean Berriman                          | Siarhei Viazovich Pavel Haranin Anton Zaproshchanka |
| 4     | Neom - Al-ʿUla                    | Ricky Brabec   | Ignacio Casale | Carlos Sainz Lucas Cruz          | José Antonio Hinojo Lopez Diego Ortega Gil          | Andrey Karginov Andrey Mokeev Igor Leonov           |
| 5     | Al-ʿUla - Ḥā'il                   | Ricky Brabec   | Ignacio Casale | Carlos Sainz Lucas Cruz          | Sergey Karyakin Anton Vlasiuk                       | Andrey Karginov Andrey Mokeev Igor Leonov           |
| 6     | Ḥā'il - Riyad                     | Ricky Brabec   | Ignacio Casale | Carlos Sainz Lucas Cruz          | Francisco López Contardo Juan Pablo Latrach Vinagre | Andrey Karginov Andrey Mokeev Igor Leonov           |
| 7     | Riyad - Wadi ad-Dawasir           | Ricky Brabec   | Ignacio Casale | Carlos Sainz Lucas Cruz          | Casey Currie Sean Berriman                          | Andrey Karginov Andrey Mokeev Igor Leonov           |
| 8     | Wadi ad-Dawasir - Wadi ad-Dawasir | Ricky Brabec   | Ignacio Casale | Carlos Sainz Lucas Cruz          | Casey Currie Sean Berriman                          | Andrey Karginov Andrey Mokeev Igor Leonov           |
| 9     | Wadi ad-Dawasir - Haradh          | Ricky Brabec   | Ignacio Casale | Carlos Sainz Lucas Cruz          | Casey Currie Sean Berriman                          | Andrey Karginov Andrey Mokeev Igor Leonov           |
| 10    | Haradh - Shubaytah                | Ricky Brabec   | Ignacio Casale | Carlos Sainz Lucas Cruz          | Casey Currie Sean Berriman                          | Andrey Karginov Andrey Mokeev Igor Leonov           |
| 11    | Shubaytah - Haradh                | Ricky Brabec   | Ignacio Casale | Carlos Sainz Lucas Cruz          | Casey Currie Sean Berriman                          | Andrey Karginov Andrey Mokeev Igor Leonov           |
| 12    | Haradh - Qiddiya                  | Ricky Brabec   | Ignacio Casale | Carlos Sainz Lucas Cruz          | Casey Currie Sean Berriman                          | Andrey Karginov Andrey Mokeev Igor Leonov           |

## Classements finaux

### Motos
| Pos. | Pilote                   | Constructeur | Temps            | Écart              |
| ---- | ------------------------ | ------------ | ---------------- | ------------------ |
| 1    | Ricky Brabec             | Honda        | 40 h 02 min 36 s | —                  |
| 2    | Pablo Quintanilla        | Husqvarna    | 40 h 19 min 02 s | + 16 min 26 s      |
| 3    | Toby Price               | KTM          | 40 h 26 min 42 s | + 24 min 06 s      |
| 4    | José Ignacio Cornejo     | Honda        | 40 h 34 min 19 s | + 31 min 43 s      |
| 5    | Matthias Walkner         | KTM          | 40 h 37 min 36 s | + 35 min 00 s      |
| 6    | Luciano Benavídes        | KTM          | 40 h 40 min 10 s | + 37 min 34 s      |
| 7    | Joan Barreda Bort        | Honda        | 40h 53 min 33 s  | + 50 min 57 s      |
| 8    | Franco Caimi             | Yamaha       | 41 h 45 min 11 s | + 1 h 42 min 35 s  |
| 9    | Skyler Howes             | Husqvarna    | 42 h 06 min 37 s | + 2 h 04 min 01 s  |
| 10   | Andrew Short             | Husqvarna    | 42 h 13 min 16 s | + 2 h 10 min 40 s  |
| 11   | Stefan Svitko            | KTM          | 42 h 16 min 08 s | + 2 h 13 min 32 s  |
| 12   | Adrien Metge             | Sherco       | 42 h 35 min 50 s | + 2 h 33 min 14 s  |
| 13   | Rodney Faggotter         | Yamaha       | 42 h 56 min 58 s | + 2 h 54 min 22 s  |
| 14   | Jaume Betriu             | KTM          | 43 h 34 min 34 s | + 3 h 31 min 56 s  |
| 15   | Jamie McCanney           | Yamaha       | 43 h 45 min 00 s | + 3 h 42 min 24 s  |
| 16   | Juan Pedrero             | KTM          | 43 h 48 min 09 s | + 3 h 45 min 33 s  |
| 17   | Maciej Giemza            | Husqvarna    | 43 h 54 min 18 s | + 3 h 51 min 42 s  |
| 18   | Laia Sanz                | Gas Gas      | 44 h 00 min 52 s | + 3 h 58 min 16 s  |
| 19   | Kevin Benavides          | Honda        | 44 h 05 min 07 s | + 4 h 02 min 31 s  |
| 20   | Maurizio Gerini          | Husqvarna    | 44 h 10 min 52 s | + 4 h 08 min 16 s  |
| 21   | Ross Branch              | KTM          | 44 h 25 min 56 s | + 4 h 23 min 20 s  |
| 22   | Jacopo Cerutti           | Husqvarna    | 44 h 28 min 36 s | + 4 h 26 min 00 s  |
| 23   | Martin Michek            | KTM          | 44 h 33 min 17 s | + 4 h 30 min 41 s  |
| 24   | Sébastien Lagut          | KTM          | 45 h 24 min 21 s | + 5 h 21 min 45 s  |
| 25   | Paul Spierings           | Husqvarna    | 45 h 53 min 19 s | + 5 h 50 min 43 s  |
| 26   | Milan Engel              | KTM          | 46 h 05 min 45 s | + 6 h 03 min 09 s  |
| 27   | Antonio Maio             | Yamaha       | 46 h 17 min 57 s | + 6 h 15 min 21 s  |
| 28   | Patricio Cabrera         | KTM          | 46 h 51 min 54 s | + 6 h 49 min 18 s  |
| 29   | Emanuel Gyenes           | KTM          | 48 h 05 min 07 s | + 8 h 02 min 31 s  |
| 30   | Arunas Gelazninkas       | KTM          | 48 h 18 min 27 s | + 8 h 15 min 51 s  |
| 31   | Fausto Mota              | Husqvarna    | 48 h 45 min 30 s | + 8 h 42 min 54 s  |
| 32   | Mario Patrao             | KTM          | 48 h 46 min 45 s | + 8 h 44 min 09 s  |
| 33   | Olivier Pain             | KTM          | 49 h 09 min 21 s | + 9 h 06 min 45 s  |
| 34   | Benjamin Melot           | KTM          | 49 h 17 min 41 s | + 9 h 15 min 05 s  |
| 35   | Loïc Minaudier           | KTM          | 49 h 50 min 23 s | + 9 h 47 min 47 s  |
| 36   | Florent Vayssade         | KTM          | 50 h 38 min 46 s | + 10 h 36 min 10 s |
| 37   | Anthony Boursaud         | Yamaha       | 50 h 52 min 54 s | + 10 h 50 min 18 s |
| 38   | Petr Vlcek               | KTM          | 51 h 51 min 33 s | + 11 h 48 min 57 s |
| 39   | Romain Leloup            | KTM          | 52 h 00 min 32 s | + 11 h 57 min 56 s |
| 40   | Myunggul Ryu             | Husqvarna    | 52 h 40 min 26 s | + 12 h 37 min 50 s |
| 41   | Mirjam Pol               | Husqvarna    | 53 h 37 min 39 s | + 13 h 35 min 03 s |
| 42   | Zaker Yakp               | KTM          | 54 h 14 min 28 s | + 14 h 11 min 52 s |
| 43   | Charlie Herbst           | KTM          | 54 h 17 min 51 s | + 14 h 15 min 15 s |
| 44   | Krzysztof Jarmuz         | KTM          | 54 h 34 min 45 s | + 14 h 32 min 09 s |
| 45   | Philippe Gendron         | KTM          | 54 h 51 min 52 s | + 14 h 49 min 16 s |
| 46   | Enrique Guzman           | KTM          | 54 h 58 min 18 s | + 14 h 55 min 42 s |
| 47   | Philippe Caveluis        | KTM          | 55 h 04 min 00 s | + 15 h 01 min 24 s |
| 48   | Nicolas Brabeck-Letmathe | KTM          | 55 h 31 min 25 s | + 15 h 28 min 49 s |
| 49   | Alessandro Barbero       | KTM          | 55 h 34 min 34 s | + 15 h 31 min 58 s |
| 50   | Simon Marčič             | Husqvarna    | 55 h 43 min 02 s | + 15 h 40 min 26 s |
| 51   | Zhang Min                | KTM          | 55 h 46 min 53 s | + 15 h 44 min 17 s |
| 52   | Lionel Costes            | KTM          | 56 h 04 min 31 s | + 16 h 01 min 55 s |
| 53   | Phillip Wilson           | KTM          | 56 h 09 min 08 s | + 16 h 06 min 32 s |
| 54   | Jan Brabec               | KTM          | 56 h 14 min 54 s | + 16 h 12 min 18 s |
| 55   | Kirsten Landman          | KTM          | 56 h 28 min 16 s | + 16 h 25 min 40 s |
| 56   | Sebastian Cavallero      | KTM          | 56 h 29 min 26 s | + 16 h 26 min 50 s |
| 57   | Dmitry Agoshkov          | KTM          | 56 h 53 min 57 s | + 16 h 51 min 21 s |
| 58   | Ben Young                | KTM          | 56 h 56 min 27 s | + 16 h 53 min 51 s |
| 59   | Sebastian Urquia         | KTM          | 57 h 09 min 16 s | + 17 h 06 min 40 s |
| 60   | Kyle McCoy               | KTM          | 57 h 30 min 54 s | + 17 h 28 min 18 s |
| 61   | Giordano Pacheco         | KTM          | 57 h 32 min 20 s | + 17 h 29 min 44 s |
| 62   | Pierre-Louis Le Bonniec  | KTM          | 57 h 39 min 37 s | + 17 h 37 min 01 s |
| 63   | Stuart Gregory           | KTM          | 58 h 22 min 13 s | + 18 h 19 min 37 s |
| 64   | Zhao Hongyi              | KTM          | 58 h 28 min 49 s | + 18 h 26 min 13 s |
| 65   | Sébastien Cojean         | Husqvarna    | 58 h 40 min 19 s | + 18 h 37 min 43 s |
| 66   | Carlo Vellutino          | KTM          | 59 h 22 min 13 s | + 19 h 19 min 37 s |
| 67   | Antonio Lincoln Berrocal | KTM          | 59 h 31 min 37 s | + 19 h 29 min 01 s |
| 68   | Martin Freinademetz      | KTM          | 59 h 34 min 03 s | + 19 h 31 min 27 s |
| 69   | Josep Maria Mas          | Husqvarna    | 59 h 40 min 09 s | + 19 h 37 min 33 s |
| 70   | Alberto Bertoldi         | KTM          | 59 h 54 min 11 s | + 19 h 51 min 35 s |
| 71   | Mishal Alghuneim         | KTM          | 60 h 03 min 34 s | + 20 h 00 min 58 s |
| 72   | Francisco Arredondo      | KTM          | 60 h 47 min 53 s | + 20 h 45 min 17 s |
| 73   | Cesare Zacchetti         | KTM          | 61 h 02 min 32 s | + 20 h 59 min 56 s |
| 74   | Graeme Sharp             | KTM          | 61 h 04 min 02 s | + 21 h 01 min 26 s |
| 75   | Mirko Pavan              | Beta         | 61 h 05 min 25 s | + 21 h 02 min 49 s |
| 76   | Trevor Wilson            | Husqvarna    | 61 h 56 min 00 s | + 21 h 53 min 24 s |
| 77   | Taye Perry               | KTM          | 62 h 05 min 19 s | + 22 h 02 min 43 s |
| 78   | Jérôme Denibaud          | Husqvarna    | 62 h 15 min 21 s | + 22 h 12 min 45 s |
| 79   | Jan Vesely               | Husqvarna    | 64 h 07 min 52 s | + 24 h 05 min 16 s |
| 80   | Blas Zapag               | KTM          | 64 h 23 min 26 s | + 24 h 20 min 50 s |
| 81   | Craig Keyworth           | Husqvarna    | 64 h 30 min 22 s | + 24 h 27 min 46 s |
| 82   | Francesco Catanese       | Yamaha       | 65 h 29 min 08 s | + 25 h 26 min 32 s |
| 83   | Ignacio Sanchis          | KTM          | 66 h 55 min 30 s | + 26 h 52 min 54 s |
| 84   | Guillaume Simonnet       | KTM          | 67 h 07 min 54 s | + 27 h 05 min 18 s |
| 85   | Rachid Al-Lal Lahadil    | KTM          | 67 h 42 min 32 s | + 27 h 39 min 56 s |
| 86   | Sara Garcia              | Yamaha       | 68 h 00 min 00 s | + 27 h 57 min 24 s |
| 87   | Javier Vega              | Yamaha       | 68 h 01 min 31 s | + 27 h 58 min 55 s |
| 88   | Bruno Bony               | KTM          | 68 h 07 min 27 s | + 28 h 04 min 51 s |
| 89   | Oswaldo Burga            | KTM          | 68 h 37 min 03 s | + 28 h 34 min 27 s |
| 90   | Gabor Saghmeister        | KTM          | 70 h 39 min 20 s | + 30 h 36 min 44 s |
| 91   | Frédéric Barlerin        | KTM          | 72 h 10 min 52 s | + 32 h 08 min 16 s |
| 92   | Fabrice Lardon           | KTM          | 72 h 32 min 22 s | + 32 h 29 min 46 s |
| 93   | Matteo Olivetto          | KTM          | 74 h 57 min 00 s | + 34 h 54 min 24 s |
| 94   | Eduardo Iglesias         | KTM          | 78 h 22 min 13 s | + 38 h 19 min 37 s |
| 95   | Javier Álvarez Fernández | KTM          | 79 h 20 min 19 s | + 39 h 17 min 43 s |
| 96   | Matthew Tisdall          | KTM          | 80 h 27 min 03 s | + 40 h 24 min 27 s |

### Quads
| Pos. | Pilote                  | Constructeur | Temps            | Écart              |
| ---- | ----------------------- | ------------ | ---------------- | ------------------ |
| 1    | Ignacio Casale          | Yamaha       | 52 h 04 min 39 s | —                  |
| 2    | Simon Vitse             | Yamaha       | 52 h 23 min 03 s | + 18 min 24 s      |
| 3    | Rafał Sonik             | Yamaha       | 53 h 08 min 54 s | + 1 h 04 min 15 s  |
| 4    | Manuel Andújar          | Yamaha       | 55 h 34 min 55 s | + 3 h 30 min 16 s  |
| 5    | Kamil Wiśniewski        | Yamaha       | 56 h 43 min 32 s | + 4 h 38 min 53 s  |
| 6    | Sébastien Souday        | Yamaha       | 57 h 49 min 53 s | + 5 h 45 min 14 s  |
| 7    | Italo Pedemonte         | Yamaha       | 58 h 39 min 07 s | + 6 h 34 min 28 s  |
| 8    | Nelson Sanabria Galeano | Yamaha       | 61 h 00 min 42 s | + 8 h 56 min 03 s  |
| 9    | Zdeněk Tůma             | Yamaha       | 68 h 03 min 09 s | + 15 h 58 min 30 s |
| 10   | Martin Sarquiz          | Can-Am       | 69 h 19 min 18 s | + 17 h 14 min 39 s |
| 11   | Carlos Verza            | Yamaha       | 75 h 10 min 06 s | + 23 h 5 min 27 s  |
| 12   | Arkadiusz Lindner       | Can-Am       | 84 h 47 min 53 s | + 32 h 43 min 14 s |

### SSV
| Pos. | Pilote                    | Copilote                 | Constructeur | Temps             | Écart              |
| ---- | ------------------------- | ------------------------ | ------------ | ----------------- | ------------------ |
| 1    | Casey Currie              | Sean Berriman            | Can-Am       | 53 h 25 min 52 s  | —                  |
| 2    | Sergey Karyakin           | Anton Vlasiuk            | Can-Am       | 54 h 05 min 04 s  | + 39 min 12 s      |
| 3    | Francisco López Contardo  | Juan Latrach Vinagre     | Can-Am       | 54 h 18 min 28 s  | + 52 min 36 s      |
| 4    | Conrad Rautenbach         | Pedro Bianchi Prata      | PH-Sport     | 54 h 38 min 11 s  | + 1 h 12 min 19 s  |
| 5    | Jose Antonio Hinojo Lopez | Diego Ortega Gil         | Can-Am       | 54 h 46 min 30 s  | + 1 h 20 min 38 s  |
| 6    | Jesus Puras               | Xavier Blanco            | Can-Am       | 55 h 45 min 07 s  | + 2 h 19 min 15 s  |
| 7    | Axel Allétru              | François Beguin          | Can-Am       | 55 h 50 min 15 s  | + 2 h 24 min 23 s  |
| 8    | Austin Jones              | Kellon Walch             | Can-Am       | 56 h 23 min 30 s  | + 2 h 57 min 38 s  |
| 9    | Reinaldo Varela           | Gustavo Gugelmin         | Can-Am       | 59 h 09 min 53 s  | + 5 h 44 min 01 s  |
| 10   | Santiago Navarro          | Marc Sola Terradellas    | Can-Am       | 59 h 10 min 27 s  | + 5 h 44 min 35 s  |
| 11   | Gerard Farrés             | Armand Monleón           | Can-Am       | 60 h 07 min 48 s  | + 6 h 41 min 56 s  |
| 12   | Saleh Alsaif              | Moad Alarja              | Can-Am       | 60 h 49 min 34 s  | + 7 h 23 min 42 s  |
| 13   | Maciej Domzala            | Rafal Marton             | Can-Am       | 60 h 53 min 18 s  | + 7 h 27 min 26 s  |
| 14   | Frédéric Pitout           | Renaud Niveau            | Can-Am       | 61 h 24 min 14 s  | + 7 h 58 min 22 s  |
| 15   | Juan Miguel Fidel         | Juan Silva               | Can-Am       | 62 h 16 min 49 s  | + 8 h 50 min 57 s  |
| 16   | Hugues Lapouille          | Eric Croquelois          | Can-Am       | 62 h 42 min 14 s  | + 9 h 16 min 22 s  |
| 17   | Kees Koolen               | Jurgen van den Goorbergh | Can-Am       | 62 h 55 min 08 s  | + 9 h 29 min 16 s  |
| 18   | Cédric Lemaire            | Dominique Marcant        | Can-Am       | 63 h 03 min 53 s  | + 9 h 38 min 01 s  |
| 19   | Hervé Diers               | Alain Brousse            | Can-Am       | 64 h 16 min 24 s  | + 10 h 50 min 32 s |
| 20   | Patrick Sireyjol          | Jean-Luc Martin          | Can-Am       | 64 h 42 min 31 s  | + 11 h 16 min 39 s |
| 21   | Eric Abel                 | Christian Manez          | Polaris      | 65 h 57 min 18 s  | + 12 h 31 min 26 s |
| 22   | Jose Luis Peña            | Rafael Tornabell         | Polaris      | 66 h 28 min 25 s  | + 13 h 02 min 33 s |
| 23   | Ilya Rouss                | Anton Yarashuk           | Can-Am       | 68 h 51 min 31 s  | + 15 h 25 min 39 s |
| 24   | Denis Berezovskiy         | Ricardo Torlaschi        | Can-Am       | 69 h 51 min 18 s  | + 16 h 25 min 26 s |
| 25   | Michele Cinotto           | Marco Arnoletti          | Can-Am       | 70 h 04 min 12 s  | + 16 h 38 min 20 s |
| 26   | Antonio Marmolejo         | Eduardo Blanco           | Can-Am       | 72 h 41 min 45 s  | + 19 h 15 min 53 s |
| 27   | Josef Machacek            | Vlastimil Tosenovsky     | Can-Am       | 74 h 50 min 18 s  | + 21 h 24 min 26 s |
| 28   | Aleksei Shmotev           | Andrei Rudnitski         | Can-Am       | 85 h 14 min 42 s  | + 31 h 48 min 50 s |
| 29   | Elvis Borsoi              | Stefano Pelloni          | Can-Am       | 100 h 46 min 17 s | + 47 h 20 min 25 s |
| 30   | Aron Domżała              | Maciej Marton            | Can-Am       | 108 h 24 min 49 s | + 54 h 58 min 57 s |
| 31   | Vincent Gonzalez          | Stéphane Duple           | Can-Am       | 111 h 58 min 26 s | + 58 h 32 min 34 s |

### Autos
| Pos. | Pilote                 | Copilote                  | Constructeur | Temps             | Écart               |
| ---- | ---------------------- | ------------------------- | ------------ | ----------------- | ------------------- |
| 1    | Carlos Sainz           | Lucas Cruz                | Mini         | 42 h 59 min 17 s  | —                   |
| 2    | Nasser Al-Attiyah      | Matthieu Baumel           | Toyota       | 43 h 05 min 38 s  | + 6 min 21 s        |
| 3    | Stéphane Peterhansel   | Paulo Fiúza               | Mini         | 43 h 09 min 15 s  | + 9 min 58 s        |
| 4    | Yazeed Al-Rajhi        | Konstantin Zhiltsov       | Toyota       | 43 h 48 min 27 s  | + 49 min 10 s       |
| 5    | Giniel de Villiers     | Álex Haro Bravo           | Toyota       | 44 h 06 min 26 s  | + 1 h 07 min 09 s   |
| 6    | Orlando Terranova      | Bernardo Graue            | Mini         | 44 h 11 min 32 s  | + 1 h 12 min 15 s   |
| 7    | Bernhard ten Brinke    | Tom Colsoul               | Toyota       | 44 h 17 min 51 s  | + 1 h 18 min 34 s   |
| 8    | Mathieu Serradori      | Fabian Lurquin            | Century      | 44 h 58 min 38 s  | + 1 h 59 min 21 s   |
| 9    | Yasir Seaidan          | Kuzmich Alexy             | Mini         | 46 h 41 min 34 s  | + 3 h 42 min 17 s   |
| 10   | Wei Han                | Min Liao                  | Han Wei      | 46 h 50 min 24 s  | + 3 h 51 min 07 s   |
| 11   | Jérôme Pelichet        | Pascal Larroque           | Optimus      | 47 h 00 min 51 s  | + 4 h 01 min 34 s   |
| 12   | Martin Prokop          | Viktor Chytka             | Ford         | 47 h 03 min 36 s  | + 4 h 04 min 19 s   |
| 13   | Fernando Alonso        | Marc Coma                 | Toyota       | 47 h 42 min 04 s  | + 4 h 42 min 47 s   |
| 14   | Aleksandr Dorossinskij | Oleg Uperenko             | Mini         | 48 h 06 min 23 s  | + 5 h 07 min 06 s   |
| 15   | Benediktas Vanagas     | Filipe Palmeiro           | Toyota       | 50 h 05 min 10 s  | + 7 h 05 min 53 s   |
| 16   | Miroslav Zapletal      | Marek Sykora              | Ford         | 50 h 28 min 34 s  | + 7 h 29 min 17 s   |
| 17   | Denis Krotov           | Dmytro Tsyro              | Mini         | 50 h 37 min 18 s  | + 7 h 38 min 01 s   |
| 18   | Jean-Rémy Bergounhe    | Jean Brucy                | Buggy LCR    | 51 h 16 min 56 s  | + 8 h 17 min 39 s   |
| 19   | Jakub Przygoński       | Timo Gottschalk           | Mini         | 51 h 34 min 35 s  | + 8 h 35 min 18 s   |
| 20   | Antanas Juknevicius    | Darius Vaiciulis          | Toyota       | 51 h 48 min 57 s  | + 8 h 49 min 40 s   |
| 21   | Dominique Housieaux    | Pascal Delacour           | Optimus      | 52 h 26 min 35 s  | + 9 h 27 min 18 s   |
| 22   | Jianyun Jin            | Wenke Ma                  | Optimus      | 52 h 49 min 30 s  | + 9 h 50 min 13 s   |
| 23   | Ronan Chabot           | Gilles Pillot             | Toyota       | 53 h 34 min 27 s  | + 10 h 35 min 10 s  |
| 24   | Oscar Fuertes          | Diego Vallejo             | SsangYong    | 53 h 59 min 52 s  | + 11 h 00 min 35 s  |
| 25   | Erik van Loon          | Sébastien Delaunay        | Toyota       | 54 h 07 min 52 s  | + 11 h 08 min 07 s  |
| 26   | Vaidotas Žala          | Saulius Jurgelenas        | Mini         | 54 h 07 min 52 s  | + 11 h 08 min 35 s  |
| 27   | Nani Roma              | Daniel Oliveras Carreras  | Borgward     | 54 h 39 min 08 s  | + 11 h 39 min 51 s  |
| 28   | Tim Coronel            | Tom Coronel               | Jefferies    | 54 h 45 min 52 s  | + 11 h 46 min 35 s  |
| 29   | Christian Lavieille    | Jean-Pierre Garcin        | Toyota       | 55 h 11 min 27 s  | + 12 h 12 min 10 s  |
| 30   | Jesus Calleja          | Jaume Aregall             | Toyota       | 55 h 26 min 59 s  | + 12 h 27 min 42 s  |
| 31   | Pascal Thomasse        | Christophe Crespo         | Optimus      | 55 h 39 min 04 s  | + 12 h 39 min 47 s  |
| 32   | Maik Willems           | Robert van Pelt           | Toyota       | 55 h 50 min 59 s  | + 12 h 51 min 42 s  |
| 33   | Akira Miura            | Laurent Lichtleuchter     | Toyota       | 55 h 55 min 31 s  | + 12 h 56 min 14 s  |
| 34   | Hennie de Klerk        | Johann Wilhelm Smalberger | Nissan       | 56 h 08 min 38 s  | + 13 h 09 min 21 s  |
| 35   | Philippe Boutron       | Mayeul Barbet             | Sodicars     | 57 h 36 min 31 s  | + 14 h 37 min 14 s  |
| 36   | Thomas Bell            | Patrick McMurren          | Nissan       | 58 h 32 min 36 s  | + 15 h 33 min 19 s  |
| 37   | Tomáš Ouředníček       | David Kripal              | Ford         | 58 h 50 min 18 s  | + 15 h 51 min 01 s  |
| 38   | Jean-Pierre Strugo     | François Borsotto         | Optimus      | 59 h 51 min 43 s  | + 16 h 52 min 26 s  |
| 39   | Andrey Cherednikov     | Ignat Falkov              | Ford         | 61 h 15 min 09 s  | + 18 h 15 min 52 s  |
| 40   | Quan Ruan              | Yirong Wang               | Hongqi       | 61 h 37 min 33 s  | + 18 h 38 min 16 s  |
| 41   | Gintas Petrus          | Tomas Jancys              | Toyota       | 61 h 51 min 52 s  | + 18 h 52 min 35 s  |
| 42   | Cristina Gutiérrez     | Pablo Moreno              | Mitsubishi   | 62 h 32 min 17 s  | + 19 h 33 min 00 s  |
| 43   | Alexandre Pesci        | Stephan Kuhni             | RD Limited   | 65 h 09 min 01 s  | + 22 h 09 min 44 s  |
| 44   | Sebastian Guayasamin   | Mauro Lipez               | Chevrolet    | 66 h 21 min 08 s  | + 23 h 21 min 51 s  |
| 45   | Markus Walcher         | Tobias Henschel           | Bowler       | 71 h 25 min 09 s  | + 28 h 25 min 52 s  |
| 46   | Yuqiao Zhao            | Ke Yan                    | Hongqi       | 71 h 44 min 57 s  | + 28 h 45 min 40 s  |
| 47   | Teun Stam              | René Bargeman             | Toyota       | 74 h 48 min 57 s  | + 31 h 49 min 40 s  |
| 48   | Aidong Li              | Zhaoyang Shen             | Hongqi       | 79 h 54 min 26 s  | + 36 h 55 min 09 s  |
| 49   | Thierry Richard        | Franck Maldonado          | Nissan       | 81 h 57 min 37 s  | + 38 h 58 min 20 s  |
| 50   | Mohamad Altwijri       | Khalid Almarshood         | Toyota       | 83 h 37 min 11 s  | + 40 h 37 min 54 s  |
| 51   | Pablo Canto            | Facundo Jaton             | Toyota       | 86 h 47 min 11 s  | + 43 h 47 min 54 s  |
| 52   | Philippe Raud          | Patrice Saint-Marc        | Toyota       | 90 h 33 min 29 s  | + 47 h 34 min 12 s  |
| 53   | Andrea Schiumarini     | Enrico Gaspari            | Mitsubishi   | 92 h 30 min 14 s  | + 49 h 30 min 57 s  |
| 54   | Joan Font              | Borja Rodriguez           | Toyota       | 100 h 59 min 55 s | + 58 h 00 min 38 s  |
| 55   | Manuel Plaza           | Monica Plaza              | Chevrolet    | 118 h 44 min 59 s | + 75 h 45 min 42 s  |
| 56   | Boris Vaculík          | Martin Plechatý           | Ford         | 121 h 17 min 42 s | + 78 h 18 min 25 s  |
| 57   | Fernanda Kanno         | Alonso Carrillo           | Toyota       | 125 h 46 min 13 s | + 82 h 46 min 56 s  |
| 58   | Marco Piana            | William Alcaraz           | Toyota       | 242 h 49 min 20 s | + 199 h 50 min 03 s |

### Camions
| Pos. | Pilote               | Copilote                | Mécanicien                  | Constructeur   | Temps             | Écart              |
| ---- | -------------------- | ----------------------- | --------------------------- | -------------- | ----------------- | ------------------ |
| 1    | Andrey Karginov      | Andrey Mokeev           | Igor Leonov                 | Kamaz          | 46 h 33 min 36 s  | —                  |
| 2    | Anton Shibalov       | Dmitrii Nikitin         | Ivan Tatarinov              | Kamaz          | 47 h 16 min 02 s  | + 42 min 26 s      |
| 3    | Siarhei Viazovich    | Pavel Haranin           | Anton Zaparoshchanka        | MAZ            | 48 h 38 min 18 s  | + 2 h 04 min 42 s  |
| 4    | Dmitry Sotnikov      | Ruslan Akhmadeev        | Ilgiz Akhmetzianov          | Kamaz          | 49 h 29 min 04 s  | + 2 h 55 min 28 s  |
| 5    | Martin Macík         | František Tomášek       | David Švanda                | Iveco          | 50 h 01 min 44 s  | + 3 h 28 min 08 s  |
| 6    | Janus van Kasteren   | Darek Rodewald          | Marcel Snijders             | Iveco          | 51 h 00 min 33 s  | + 4 h 26 min 57 s  |
| 7    | Aleš Loprais         | Petr Pokora             | Khalid Alkendi              | Praga          | 51 h 50 min 33 s  | + 5 h 16 min 57 s  |
| 8    | Aliaksei Vishneuski  | Maksim Novikau          | Andrei Neviarovich          | MAZ            | 51 h 58 min 06 s  | + 5 h 24 min 30 s  |
| 9    | Patrice Garrouste    | Szymon Gospodarczyk     | Petr Vojkovský              | Tatra          | 52 h 41 min 29 s  | + 6 h 07 min 53 s  |
| 10   | Teruhito Sugawara    | Yuji Mochizuki          | Hirokazu Somemiya           | Hino           | 52 h 52 min 15 s  | + 6 h 18 min 39 s  |
| 11   | Martin Soltys        | David Schovánek         | Tomáš Šikola                | Tatra          | 53 h 18 min 15 s  | + 6 h 44 min 39 s  |
| 12   | Aleksandr Vasilevski | Dzmitry Vikhrenka       | Vitali Murylev              | MAZ            | 53 h 26 min 24 s  | + 6 h 52 min 48 s  |
| 13   | Richard de Groot     | Raph van den Elshout    | Jan Hulsebosch              | Renault Trucks | 56 h 38 min 53 s  | + 10 h 05 min 17 s |
| 14   | Jan van de Laar      | Ben van de Laar         | Simon Stubbs                | Daf            | 59 h 09 min 28 s  | + 12 h 35 min 52 s |
| 15   | Albert Llovera       | Marc Torres             | Marco Ferran                | Iveco          | 59 h 14 min 42 s  | + 12 h 41 min 06 s |
| 16   | Michiel Becx         | Edwin Kuijpers          | Bernard der Kinderen        | Iveco          | 61 h 13 min 33 s  | + 14 h 39 min 57 s |
| 17   | William de Groot     | Edwin van de Langenberg | Lambertus Gloudemans        | Daf            | 65 h 31 min 42 s  | + 18 h 58 min 06 s |
| 18   | Robert Szustkowski   | Jarosław Kazberuk       | Filip Skrobanek             | Tatra          | 67 h 57 min 34 s  | + 21 h 23 min 58 s |
| 19   | Jordi Juvanteny      | Jose Luis Criado        | Xavier Domenech             | MAN            | 72 h 41 min 32 s  | + 26 h 07 min 56 s |
| 20   | Ed Wigman            | Joel Ebbers             | Hendrik Elisabert Schatorie | MAN            | 76 h 03 min 43 s  | + 29 h 30 min 07 s |
| 21   | Claudio Bellina      | Giulio Minelli          | Bruno Gotti                 | Ginaf          | 76 h 14 min 55 s  | + 29 h 41 min 19 s |
| 22   | Sylvain Besnard      | Antoine Vitse           | Sylvain Laliche             | MAN            | 80 h 20 min 40 s  | + 33 h 47 min 04 s |
| 23   | Martin van den Brink | Wouter de Graaff        | Mitchel van den Brink       | Renault Trucks | 82 h 34 min 08 s  | + 36 h 00 min 32 s |
| 24   | Gert Huzink          | Rob Buursen             | Martin Roesink              | Renault Trucks | 88 h 20 min 45 s  | + 41 h 47 min 09 s |
| 25   | Antonio Cabini       | Giulio Verzeletti       | Carlo Cabini                | Mercedes       | 94 h 37 min 11 s  | + 48 h 03 min 35 s |
| 26   | Mathias Behringer    | Stefan Henken           | Bruno Sousa                 | MAN            | 97 h 12 min 57 s  | + 50 h 39 min 21 s |
| 27   | Paolo Calabria       | Loris Calubini          | Giuseppe Fortuna            | MAN            | 98 h 49 min 54 s  | + 52 h 16 min 18 s |
| 28   | Almuhna Ibrahm       | Osama Alsanad           | Raed Abo Theeb              | Mercedes       | 115 h 02 min 20 s | + 68 h 28 min 44 s |
| 29   | Alberto Herrero      | Julio Romero            | Matthias Vetiska            | MAN            | 142 h 08 min 30 s | + 95 h 34 min 54 s |